# Хайнрих II фон дер Шуленбург
Хайнрих II фон дер Шуленбург 'Стари' (на немски: Heinrich II 'der Ältere' von der Schulenburg; * пр. 1363; † пр. 24 февруари 1411) е благородник от „Черната линия“ от род фон дер Шуленбург в Бетцендорф в Саксония-Анхалт, хауптман на Алтмарк, „контутор“ на Сигизмунд (по-късния император). Споменат е 1363 – 1410 г.
Той е син на „кнапе“ (оръженосец, носач на щит) Вернер IV фон дер Шуленбург 'дер Курце' († сл. 1372) и съпругата му фон Ванцлебен (* ок. 1327), дъщеря на Гумпрехт фон Ванцлебен и Хедвиг Шенк фон Найдорф. Внук е на рицар Дитрих II фон дер Шуленбург (1302/1304 – 1340) и Лукардис фон Ванцлебен († 1345). Брат е на рицар Бернхард VI фон дер Шуленбург († 1453).
Замъкът Бетцендорф е от 1340 г. собственост на род фон дер Шуленбург, след напускането на замък-резиденцията Шуленбург при Щапенбек близо до Залцведел. Бетцендорф става през следващите векове фамилно главно място на рода. През 1340 г. синовете на рицар Вернер II фон дер Шуленбург († сл. 1304) разделят замък-резиденция Бург Бетцендорф. Рицар Дитрих II (1304 – 1340) основава „Черната линия“, а по-малкият му брат рицар Бернхард I († сл. 1340) „Бялата линия“.

## Фамилия
Хайнрих II фон дер Шуленбург се жени 1396 г. за Катарина фон Луцов (* ок. 1375). Те имат два сина:
- Вернер VIII фон дер Шуленбург (* ок. 1401/пр. 1411; † 14 декември 1445 или 1447/28 юли 1448), женен за Барбара фон Есторф (* ок. 1360)
- Бернхард VI фон дер Шуленбург († 1453), рицар; има син

Хайнрих II фон дер Шуленбург се жени 1410 г. втори път за Анна фон Есторф. Бракът е бездетен.